# Philoscia gracilior
Philoscia gracilior är en kräftdjursart som beskrevs av Paulian de Felice 1944. Philoscia gracilior ingår i släktet Philoscia och familjen Philosciidae. Inga underarter finns listade i Catalogue of Life.